# داجيرية

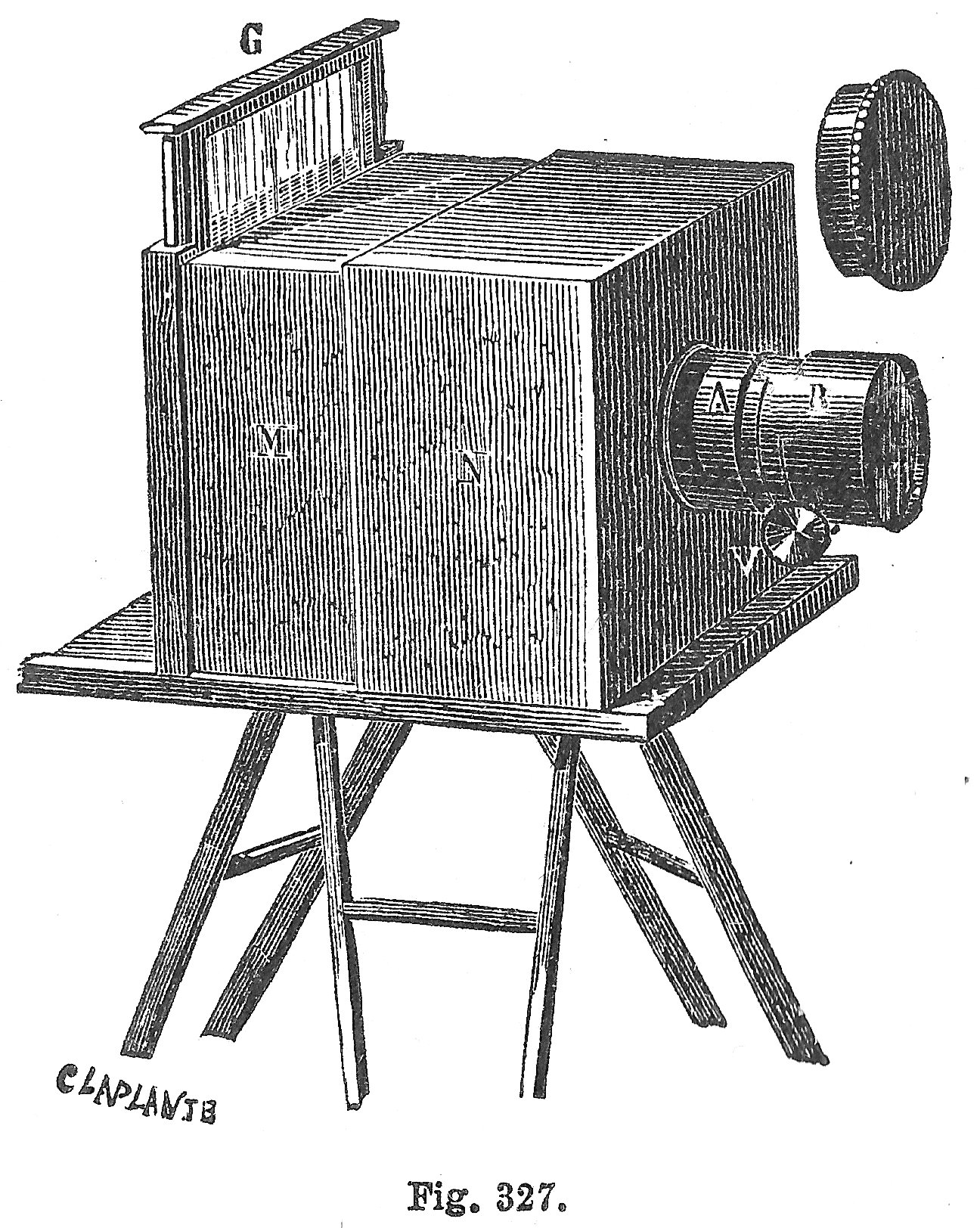
كاميرا الداجيرية

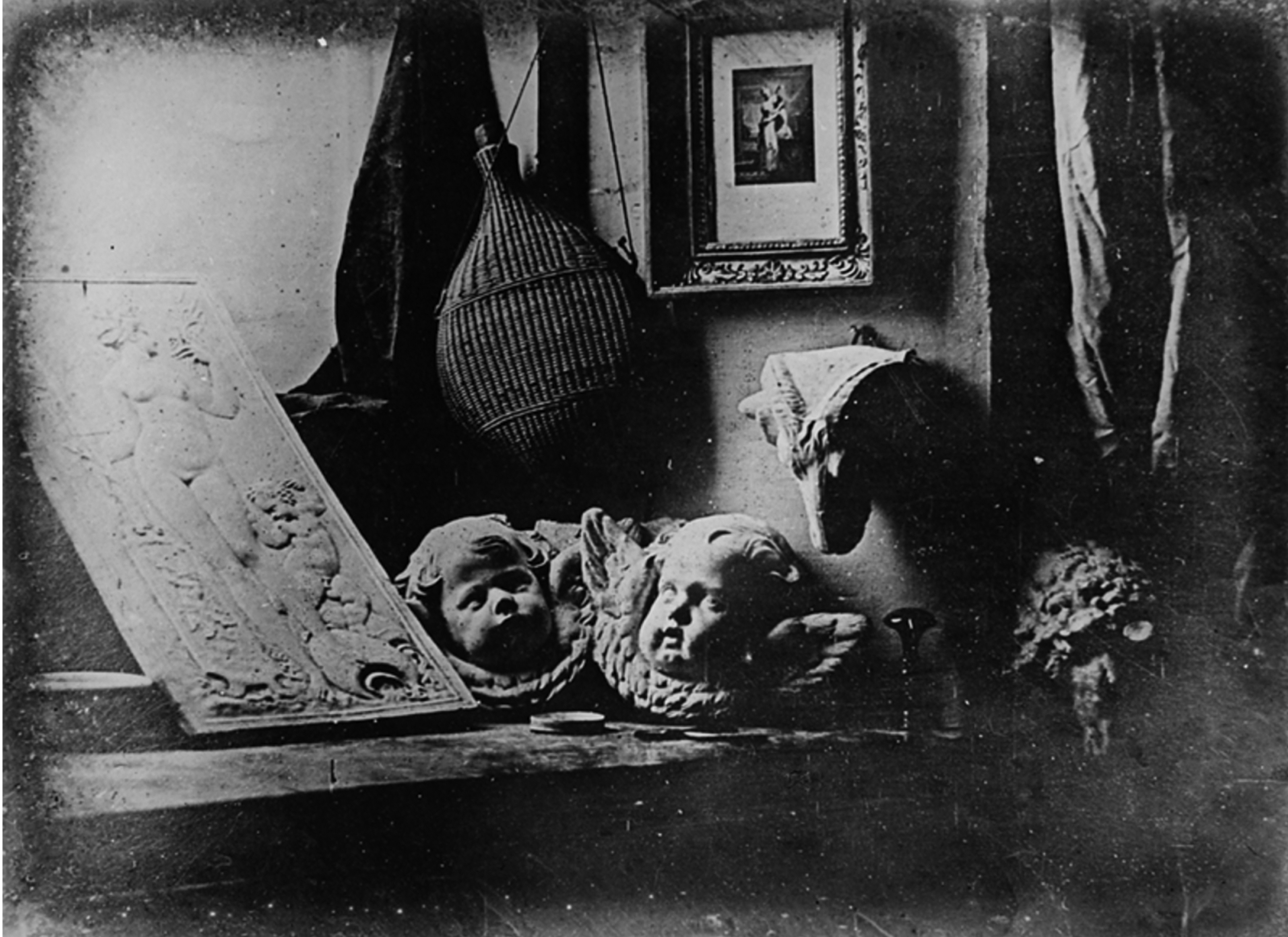
ورشة الفنان L’Atelier de l'artiste. داجيرية صورها لويس داجير عام 1837

الدَّغَريَّة أو الدّاجِيرِيّة (أو الداجيروتيب في الترجمات الحرفية، من الفرنسية: Daguerréotype، وهي نسبة إلى مخترعها الفرنسي لويس داجير) هو نوع مبكر من التصوير، اخترعه الكيميائي الفرنسي لويس داجير عام 1839 بعد سنوات من البحث والتجارب. تُستعمل، في هذا النوع من التصوير، ألواح معدنية مفضضة وتعرض لبخار اليود ثم توضع هذه الألواح في الكاميرا للحصول على صور من الأشياء.